# Lepajan edwardsi
Espèce
Lepajan edwardsi est une espèce d'araignées aranéomorphes de la famille des Anyphaenidae.

## Distribution
Cette espèce est endémique de la province de Pichincha en Équateur,.

## Description
Le mâle holotype mesure 2,80 mm.

## Étymologie
Cette espèce est nommée en l'honneur de Glavis Bernard Edwards.

## Publication originale
- Brescovit, 1997 : Revisão de Anyphaeninae Bertkau a nivel de gêneros na região Neotropical (Araneae, Anyphaenidae). Revista Brasileira de Zoologia, vol. 13, suppl. 1, p. 1-187 (texte intégral).